# Синедріон

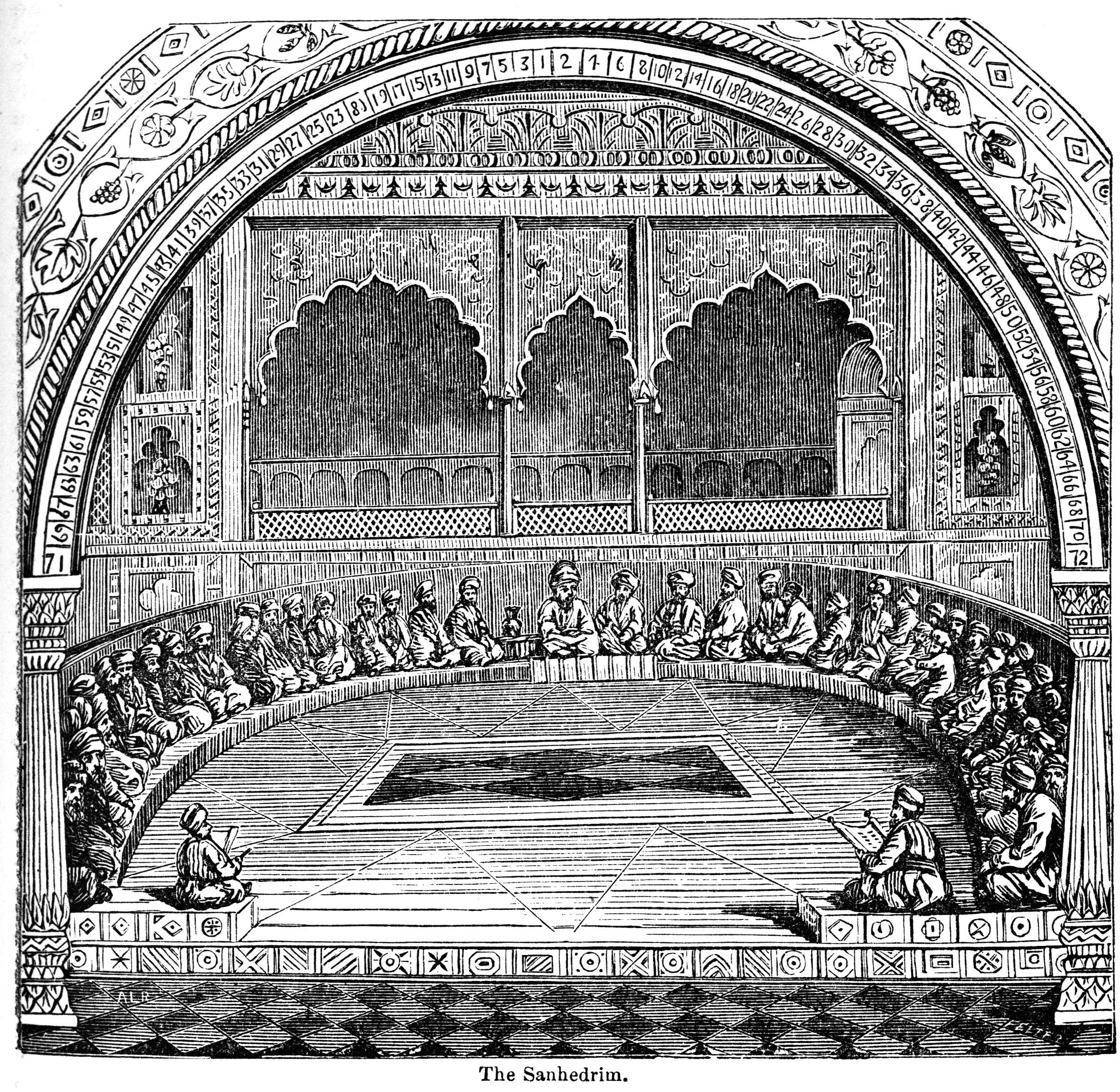
Засідання Великого Синедріона за американською енциклопедією 1883, сиділи так, щоб головуючий всіх бачив

Синедріон (івр. סנהדרין, Санхедрі́н; грец. συνέδριον, букв. «спільне засідання») — найвища юдейська релігійна та політична інстанція, Верховна Рада, та одночасно Вищий суд.

## Малий і Великий Синедріон
Перша історична згадка про Синедріон подана Йосифом Флавієм. Він повідомляє що у 57 році до н. е. Аулус Ґабіній поділив країну (Юдею) на п'ять синадрій чи синодів. У трактаті Санхедрін у четвертому розділі (Незікі́н) Мішни, що є розділом Талмуду розповідається про великий синедріон з 71 членом у Єрусалимі та малий синедріон із 23 членами у майже кожній єврейській спільноті. За традицією синедріони були скликані Мойсеєм. Серед 71 члена великого синедріону були священики, старійшини та книжники. Основу синедріону становили садукеї — представники аристократичної частини суспільства, а меншу частину фарисеї та книжники. Головував на синедріоні первосвященик.
Засідав синедріон у Єрусалимі. Під час римського загарбання Юдеї синедріон користувався значним впливом та автономією, однак виконання вироку смертної кари, відбувалося зі згоди римського правителя. Тут римляни застосували свій спосіб правління, який вони використовували і над іншими підкореними народами — залишали повну свободу на полі релігійним, але вимагали підданство у всіх інших справах.

## Новий Заповіт
У Новому Заповіті знаходимо згадку про Синедріон 22 рази. Він був тим органом, що засудив Ісуса Христа до смерті. Оскільки синедріон не зміг своєю владою виконати смертну кару, то він передав це рішення на затвердження римському наміснику Понтію Пілату.

## Розпуск Синедріону римлянами
Після 70 року і зруйнування римлянами другого храму, рабин Йоханан бен Саккай отримує дозвіл від римської влади перенести місце засідань Вищої Ради до Явне. Одночасно створено там і єврейську школу. Оскільки храм у Єрусалимі зруйновано, то головував на синедріоні тепер не первосвященик, а патріарх. Одночасно більшість у зборах переймають фарисеї.
У 135 році після повстання Бар Кохби, школу (синедріон) було знову зруйновано. Збори тоді проводяться через декілька років в Уші (Галілея). У 166 році синедріон засідає у Тверії вже до 429 року, коли був розпущений імператором Феодосієм II.

## Сучасне відновлення Синедріону
Восени 2004 група рабинів оголосила в ізраїльському місті Тверії, де був розпущений історичний Синедріон, про відновлення цього органу у складі 72 осіб. Велика частина членів нового Синедріону анонімна, однак його голова і ще 7 членів вже кілька разів робили публічні заяви.
Цей Синедріон, однак, не визнається ні урядом Ізраїлю, ані більшістю юдейських громад у світі. Серед прихильників традиційного юдаїзму сам факт його існування маловідомий.